# Badminton-Juniorenafrikameisterschaft 2007
Die Badminton-Juniorenafrikameisterschaft 2007 fand vom 19. bis zum 25. August 2007 in Gaborone statt. Südafrika gewann den Teamwettbewerb mit 3-1 gegen Ägypten und vier der fünf möglichen Einzeltitel. Vier Bronzemedaillen gewann Mauritius, drei die Seychellen.

## Medaillengewinner
| Disziplin    | Gold                                 | Silber                        | Bronze                        |
| ------------ | ------------------------------------ | ----------------------------- | ----------------------------- |
| Herreneinzel | Jacob Maliekal                       | Ali Ahmed El Khateeb          | Minaphee Isaac                |
| Herreneinzel | Jacob Maliekal                       | Ali Ahmed El Khateeb          | Micheal Onwe                  |
| Dameneinzel  | Shareen Matthews                     | Dina Nagy                     | Cynthia Course                |
| Dameneinzel  | Shareen Matthews                     | Dina Nagy                     | Nora El Bana                  |
| Herrendoppel | Mohamed Elsayad Ali Ahmed El Khateeb | Minaphee Isaac Andrew Stephen | Daven Patchee Dimitry Duval   |
| Herrendoppel | Mohamed Elsayad Ali Ahmed El Khateeb | Minaphee Isaac Andrew Stephen | Charles Kalonde Nago Chongo   |
| Damendoppel  | Candace Mann Jennifer Fry            | Nora El Bana Dina Nagy        | Kate Foo Kune Yeldi Louison   |
| Damendoppel  | Candace Mann Jennifer Fry            | Nora El Bana Dina Nagy        | Cynthia Course Alisen Camille |
| Mixed        | Reinard Louw Jennifer Fry            | Jacob Maliekal Candace Mann   | Mohamed Elsayad Nora El Bana  |
| Mixed        | Reinard Louw Jennifer Fry            | Jacob Maliekal Candace Mann   | Daven Patchee Kate Foo Kune   |
| Teams        | Südafrika                            | Ägypten                       | Mauritius                     |
| Teams        | Südafrika                            | Ägypten                       | Seychellen                    |

## Teams

### Gruppe A
| Platz | Team      | Pld | W | L | MF | MA | MD | GF | GA | GD | PF | PA | PD | Pts | Qualifikation |
| ----- | --------- | --- | - | - | -- | -- | -- | -- | -- | -- | -- | -- | -- | --- | ------------- |
| 1     | Südafrika | 2   | 2 | 0 | 0  | 0  | 0  | 0  | 0  | 0  | 0  | 0  | 0  | 2   | Q             |
| 2     | Ägypten   | 2   | 1 | 1 | 0  | 0  | 0  | 0  | 0  | 0  | 0  | 0  | 0  | 1   | Q             |
| 3     | Botswana  | 2   | 0 | 2 | 0  | 0  | 0  | 0  | 0  | 0  | 0  | 0  | 0  | 0   |               |

| Südafrika | 4–1 | Ägypten  |
| Südafrika | 5–0 | Botswana |
| Ägypten   | 5–0 | Botswana |

### Gruppe B
| Platz | Team       | Pld | W | L | MF | MA | MD | GF | GA | GD | PF | PA | PD | Pts | Qualifikation |
| ----- | ---------- | --- | - | - | -- | -- | -- | -- | -- | -- | -- | -- | -- | --- | ------------- |
| 1     | Mauritius  | 3   | 3 | 0 | 0  | 0  | 0  | 0  | 0  | 0  | 0  | 0  | 0  | 3   | Q             |
| 2     | Seychellen | 3   | 2 | 1 | 0  | 0  | 0  | 0  | 0  | 0  | 0  | 0  | 0  | 2   | Q             |
| 3     | Sambia     | 3   | 1 | 2 | 0  | 0  | 0  | 0  | 0  | 0  | 0  | 0  | 0  | 1   |               |
| 4     | Eswatini   | 3   | 0 | 3 | 0  | 0  | 0  | 0  | 0  | 0  | 0  | 0  | 0  | 0   |               |

| Mauritius  | 4–1 | Seychellen |
| Mauritius  | 5–0 | Sambia     |
| Mauritius  | 5–0 | Eswatini   |
| Seychellen | 3–2 | Sambia     |
| Seychellen | 5–0 | Eswatini   |
| Sambia     | 5–0 | Eswatini   |

### Endrunde
|  | Halbfinale | Halbfinale | Halbfinale |  |  | Finale | Finale    | Finale |
|  |            |            |            |  |  |        |           |        |
|  |            |            |            |  |  |        |           |        |
|  |            | Südafrika  | 3          |  |  |        |           |        |
|  |            | Seychellen | 0          |  |  |        |           |        |
|  |            |            |            |  |  |        | Südafrika | 3      |
|  |            |            |            |  |  |        | Ägypten   | 1      |
|  |            | Ägypten    | 3          |  |  |        |           |        |
|  |            | Mauritius  | 2          |  |  |        |           |        |
|  |            |            |            |  |  |        |           |        |

### Endstand
| Pos.   | Team       | P | W | L | Pkt. | MD  | Resultat     |
| ------ | ---------- | - | - | - | ---- | --- | ------------ |
| Gold   | Südafrika  | 4 | 4 | 0 | 4    | +13 | Sieger       |
| Silber | Ägypten    | 4 | 3 | 1 | 3    | +1  | Finalist     |
|        |            |   |   |   |      |     |              |
| Bronze | Mauritius  | 4 | 3 | 1 | 3    | +12 | Halbfinale   |
| Bronze | Seychellen | 4 | 2 | 2 | 2    | 0   | Halbfinale   |
|        |            |   |   |   |      |     |              |
| 5      | Sambia     | 3 | 1 | 2 | 1    | −1  | Gruppenphase |
| 6      | Botswana   | 2 | 0 | 2 | 0    | −10 | Gruppenphase |
| 7      | Eswatini   | 3 | 0 | 3 | 0    | −15 | Gruppenphase |